# Åsmund Brede Eike
Åsmund Brede Eike (* 15. August 1970) ist ein norwegischer Schauspieler.

## Leben
Eike wurde am 15. August 1970 geboren. Seit 1992 ist er als Schauspieler tätig und begann im Ensemble der Norwegian Acting Society (NSF). 1994 trat er in der wiederkehrenden Rolle des Kalle in der Miniserie Flåttum Gård in Erscheinung. Sein Spielfilmschauspieldebüt gab er 1996 in Tashunga – Gnadenlose Verfolgung in der kleineren Rolle des Gwill. 2014 wirkte er in der Miniserie Eyewitness – Die Augenzeugen in der wiederkehrenden Rolle des Christer mit. 2016 folgte die Besetzung als Stale im Historienfilm The Last King – Der Erbe des Königs.

## Filmografie (Auswahl)
- 1994: Flåttum Gård (Miniserie, 6 Episoden)
- 1995: I de beste familier (Fernsehserie, Episode 1x11)
- 1996: Tashunga – Gnadenlose Verfolgung (North Star)
- 1997: Livredd
- 1998: Blodsbånd (Miniserie, 3 Episoden)
- 2000: Soria Moria (Fernsehserie, Episode 1x01)
- 2000: Fire høytider (Miniserie, Episode 1x01)
- 2001: Fox Grønland (Fernsehserie, Episode 1x07)
- 2001: Schwarz & weiß (Sorthvit, Kurzfilm)
- 2002: Lekestue (Miniserie, Episode 1x02)
- 2002: Ich bin Dina (I Am Dina)
- 2002: Brigaden (Fernsehserie, 2 Episoden)
- 2004: Gråtass – Hemmeligheten på gården
- 2004: Skolen (Fernsehserie, Episode 1x07)
- 2005: Deadline Torp (Fernsehfilm)
- 2005: Ramp! (Kurzfilm)
- 2007: Kodenavn Hunter (Miniserie, 6 Episoden)
- 2008: Kodenavn Hunter 2 (Miniserie, 6 Episoden)
- 2009: Nødutgang (Kurzfilm)
- 2012: Nattskiftet (Fernsehserie)
- 2013: Detektiv Downs
- 2014: Eyewitness – Die Augenzeugen (Øyevitne, Miniserie, 5 Episoden)
- 2015: Burning Sun (Kurzfilm)
- 2015: Sjelens Speil (Kurzfilm)
- 2016: The Last King – Der Erbe des Königs (Birkebeinerne)
- 2017: Campingliv (Kurzfilm)
- 2018: ZombieLars (Fernsehserie, Episode 2x06)
- 2019: Oh, Boy! (Kurzfilm)
- 2019: Mojave Thirst (Kurzfilm)
- 2019: Beforeigners (Fernsehserie, 2 Episoden)
- 2020: Livstid (Fernsehserie, Episode 1x04)
- 2021: Outcall: Initiation (Kurzfilm)
- 2021: Inner Calling (Kurzfilm)